# Muro (Mallorca)
Muro és una vila i municipi de Mallorca, situat al centre-nord de l'illa, a la comarca del Pla de Mallorca. Limita amb els termes municipals d'Alcúdia, Llubí, Sa Pobla, Santa Margalida i amb la mar.
El nucli de població conté diverses àrees amb denominació pròpia: a Comuna de Can Fillol, la Comuna de Can Oliver, el Colomer, el Comtat, el Poble Nou, el Porrassar, la Riba, Son Font i Son Moro. Els nuclis nous de població són les Casetes dels Capellans i la Platja de Muro.

## Etimologia
El topònim de Muro és interpretat generalment com a provinent del llatí murus, 'paret', a través del romanç prejaumí propi de l'illa abans de la conquesta islàmica, potser en referència a l'aspecte que ofereix arribant per la banda est. No obstant això, també té una interpretació a partir de l'àrab, segons la qual podria ser una transcripció errònia de muruj (àrab: مُرُوج), plural de marj 'prat', en referència a les terres humides de l'Albufera. Una tercera hipòtesi exposa la possibilitat que sigui un topònim portat per colons de la Cora de València provinents de Muro del Comtat.

## Població
| Entitat de població | Habitants (2024) |
| Muro                | 7.397            |
| Platja de Muro      | 739              |
| Font: INE           |                  |

La població de dret de Muro ha experimentat un creixement significatiu al llarg dels darrers dos segles. A mitjans del segle xix, la població era d'aproximadament 3.500 habitants, amb un augment gradual fins als 4.633 habitants l'any 1900, impulsat per una economia agrícola tradicional. A la primera meitat del segle xx, el creixement es va mantenir moderat, arribant als 6.095 habitants el 1950. A partir de la dècada de 1980, el municipi experimenta un creixement més pronunciat, amb un increment sostingut fins als 7.547 habitants registrats l'any 2021.
Els llinatges més comuns de Muro són Perelló, Ramis, Moragues, Forners (Fornés), Serra i Sastre.

## Història
Les primeres evidències de poblament a Muro es remunten a l'edat del coure, amb jaciments com Ca na Cotxera, prop de Son Perera. Durant l'edat del ferro, la zona comptava amb importants poblats talaiòtics, com el de Son Perera, i talaiots aïllats, com el de la Font de Son Morei i talaiots quadrats com els de Son Serra. En època romana, tot i la proximitat amb la ciutat de Pol·lència, les restes arqueològiques a Muro són escasses, limitant-se a alguns enterraments a la zona de l'Albufera (Son Sant Martí). No obstant això, la presència de ceràmica romana en diversos jaciments suggereix una certa activitat durant aquest període.
Durant la dominació musulmana, Muro formava part del districte de Muruh. Després de la conquesta cristiana al segle xiii, el territori es va dividir entre les parròquies de Sant Joan de Muro i Santa Margalida de Muro, corresponents als actuals municipis de Muro i Santa Margalida, i va ser adjudicat al comte Hug d'Empúries i al bisbe de Girona i a l'abat de Sant Feliu de Guíxols. El 1300, el rei Jaume II de Mallorca va atorgar a Muro la categoria de vila amb el desenvolupament de les Ordinacions. Durant aquest període, es va construir l'església de Sant Joan Baptista, que esdevindria un dels elements patrimonials més destacats del municipi.
Durant l'edat moderna Muro va viure un període de prosperitat econòmica gràcies a l'agricultura, la producció de vi i la manufactura de llana. No obstant això, també va patir episodis de conflicte, com la Revolta Forana (1450-1453), on el 30 d'abril de 1451, les forces foranes, liderades per Simó Ballester, van derrotar l'exèrcit del governador, comandat per Jaume Cadell, a la batalla de Muro. Al segle següent la vila també fou escenari d'una altra batalla durant la Revolta de les Germanies (1521-1523) on les tropes governamentals varen iniciar una campanya per guanyar de nou el control de la Part Forana.
La construcció del ferrocarril a finals del segle xix va millorar les comunicacions i va afavorir el comerç. Al segle xx, especialment a partir dels anys 60, el turisme va esdevenir un motor econòmic important, amb el desenvolupament de la zona costanera de Platja de Muro.

## Política i administració
| Candidatura | Candidatura                            | Cap de llista             | Vots  | Regidors | % vots |
| ----------- | -------------------------------------- | ------------------------- | ----- | -------- | ------ |
|             | Convergència Democràtica Murera        | Martí Fornés Carbonell    | 1.220 | 5        | 32,49  |
|             | Unió Independents de Muro              | Rafel Gelabert Boyeras    | 580   | 2        | 15,45  |
|             | Partit Socialista de les Illes Balears | Margarita Portells Sastre | 554   | 2        | 14,75  |
|             | Més per Mallorca                       | Jaume Payeras Serra       | 483   | 2        | 12,86  |
|             | Partit Popular de les Illes Balears    | Juan Escalas Noceras      | 437   | 1        | 11,64  |
|             | Proposta per les Illes                 | Miquel Porquer Tugores    | 437   | 1        | 11,64  |
|             | En blanc                               |                           | 44    | -        | 1,17   |
| Total       | Total                                  | 3.843                     | 3.843 | 13       |        |

## Festes i mercats

### Sant Antoni Abat
Beneïdes de Sant Antoni. El dia de Sant Antoni Abat (17 de gener) és una festa tradicional i popular al poble. Sens dubte, és l'esdeveniment més assenyalat i esperat del calendari local. Gegantins foguerons, músiques i cançons ancestrals, balls saba antiga, gloses i tonades, dimonis d'aspecte feréstec i les Tradicionals Beneïdes són els actes que constitueixen el centre i la nota culminant de la festa.

### Setmana Santa
El Diumenge del Ram celebrem que Jesús que entra a Jerusalem acompanyat dels deixebles i d'un gros estol de persones, que l'aclamen com el Fill de David que ha de venir. Els infants pugen als arbres, fan rams d'olivera i les brandaven en sentit victoriós, cridant Visca. Els majors es llevaven les capes i les posen en terra, tot encatifant el camí que havia de fer aquell que venia en nom del Senyor. El poble cristià repeteix el gest i conserva el ram o palma a les finestres o balcons de ca seva, com a signe de la presència del Senyor que ha vengut a la nostra casa com Salvador.
El Dijous Sant és dia de festa. Jesús institueix l'Eucaristia i el Sacerdoci. A la nit surt la processó formada per les Confraries de la Mare de Déu de la Soledat (o negres; Sant Joan Baptista o vermells, Sant Francesc d'Assís; Mare de Déu de Lluc; Crist del Gran Poder; Mare de Déu de l'Esperança; Vir Doloris, Doloroses; Prohomonia de La Sang.
El Divendres Sant. En el temple parroquial hi ha la funció litúrgica on els cristians escolten solemnement la lectura de la Passió del Senyor.
El Dissabte Sant, a la nit, l'església es va omplint de llum i cançó: Crist ha ressuscitat. El dia de Pasqua el poble fidel es congrega a la plaça per veure un estol de focs i trons on tot el poble canta.
El Dilluns de Pasqua es celebra la Pancaritat a l'Ermita de Sant Vicenç, ubicada a la frontera amb Sa Pobla. Els murers i mureres caminen uns 2,7 kilometres fins a arribar a l'ermita. Allà es celebra una missa en honor a Sant Vicenç Ferrer, revetlles pels més petits a càrrec dels Cucorba i els murers es fan la tradicional fotografia amb la imatge del sant. El dia de Sant Vicenç és tradició dinar de paella. A l'hora baixa milers de joves del poble i de la resta de Mallorca celebren la festivitat als carrers del poble fins ben hora entrat el vespre.

### Sant Joan Baptista
Les festes de Sant Joan el Baptista són les festes majors de Muro. Sant Joan de juny és la primera festa de l'estiu i té com escenari principal la Plaça Major.
Les festes de Sant Joan ens ofereixen un variat ramell de celebracions: actes esportius, concerts de música, exposicions de pintura, revetlles, activitats pels infants, etc. Són unes festes patrocinades per l'Ajuntament, sempre amb la col·laboració entusiàstica i decidida de les distintes entitats mureres.

### Sant Francesc de Paula
El primer diumenge després de Pasqua, Muro honra Sant Francesc de Paula. Se celebra amb gran esplendor des de l'any 1714; això no obstant, l'origen de la festivitat és molt més antic.
Gaudeix de l'encís característic d'aquest tipus de festes populars, amb uns actes cívics i uns actes religiosos, que si alegres i sumptuosos són uns, igualment ho són els altres: solemnes completes i missa major, amb l'església de gom a gom; la tradicional revetla al carrer de Santa Anna tot enramat, amb la baixada del conill d'una llarga biga, llisa i ensabonada, i els focs artificials sempre vistosos, per cloure el vespre; un ball de pinyol vermell de jotes i boleros, a l'ombra de l'església; concerts a càrrec de la Banda de Música; exposicions d'artesania, maquinària, agrícola i industrial, de bestiar... al carrer del Pare Alzina, un temps es feia un dels mercats de porcs més importants de l'illa.

### Mercat de Flors
La flor té son propi llenguatge i qui les duu hi posa una nota personal que augmenta la seva significació. L'olor, el color, la forma... volen expressar una presència i una voluntat. Ara, en els nostres mercats, és bo de fer aconseguir un ram de flors per omplir de goig un cor o d'alegrar amb dolç flaire les nostres cases.

## Personatges il·lustres
- Miquel Moncadas i Noguera, bisbe de Menorca i de Solsona (1921-1989).
- Miquel Àngel Ramis Socias, diputat i senador del PP Balear (1958).
- Arnau Albertí, teòleg, lul·lista i inquisidor (1480-1545).
- Joan Ballester Moragues, pescador subaquàtic (1936-2009).
- Bernat Capó Plomer, ciclista professional (1919-2000).
- Bernat Maria Cerdó i Carbonell, compositor (1874-1951).
- Tomás García Ribas, ciclista (1915-1997).
- Joan Massanet i Ochando, diputat i senador durant la restauració borbònica (1831-1901).
- Joan Miralles Lladó, pintor (1912-2020).
- Llorenç Pérez i Martínez,  historiador, arxiver, bibliotecari, editor, professor i lul·lista (1928-1992).
- Tòfol Sastre Bibiloni, pintor i escultor (1963).
- Miquel Tortell i Simó, compositor, organista de la Seu de Mallorca i beneficiat (1802-1868).

## Associacions

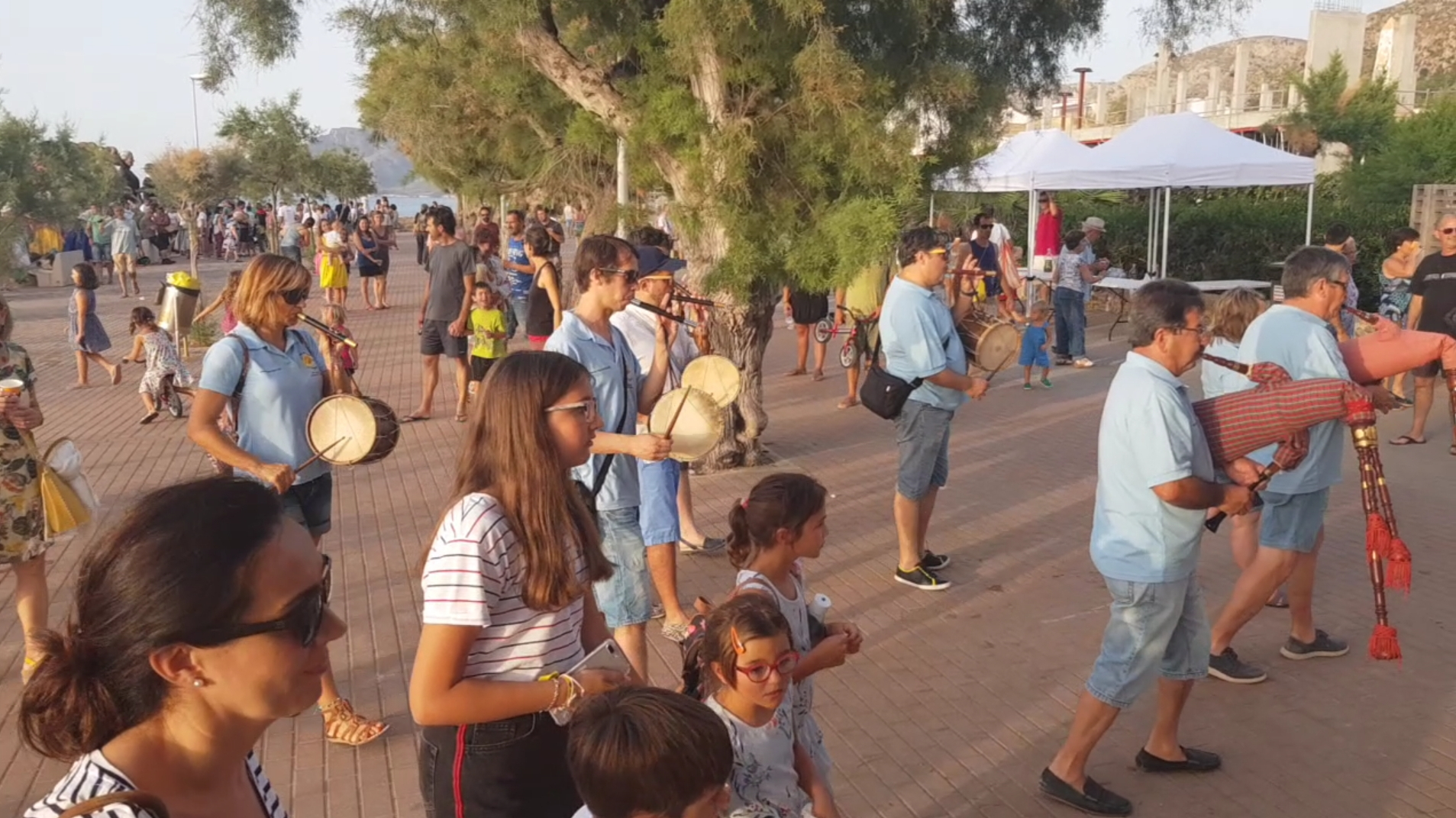
Xeremiers de Muro (Mallorca) a la I Trobada de Capgrossos i Gegants de la Colònia de Sant Pere de 2018

Al poble de Muro hi ha diverses associacions que dinamitzen tots els ciutadans: Els Dimonis de Sa Pedrera, la Revetla d'Algebelí, Ni Figa ni Raïm, l'Associació de la Tercera Edat o Sense Filtre aplec de joves. També hi ha un famós grup de teatre i animació infantil, CUCORBA